# مینیانو مونته لونگو
مینیانو مونته لونگو (به ایتالیایی: Mignano Monte Lungo) یک کومونه در ایتالیا است که در استان کسرتا واقع شده‌است.

## خصوصیات
مینیانو مونته لونگو ۵۲٫۹ کیلومترمربع مساحت و ۳٬۲۷۵ نفر جمعیت دارد و ۱۳۷ متر بالاتر از سطح دریا واقع شده‌است.

## خواهرخوانده
شهر ماروستیکا خواهرخواندهٔ مینیانو مونته لونگو هست.